# Klosterbrauerei Neuzelle

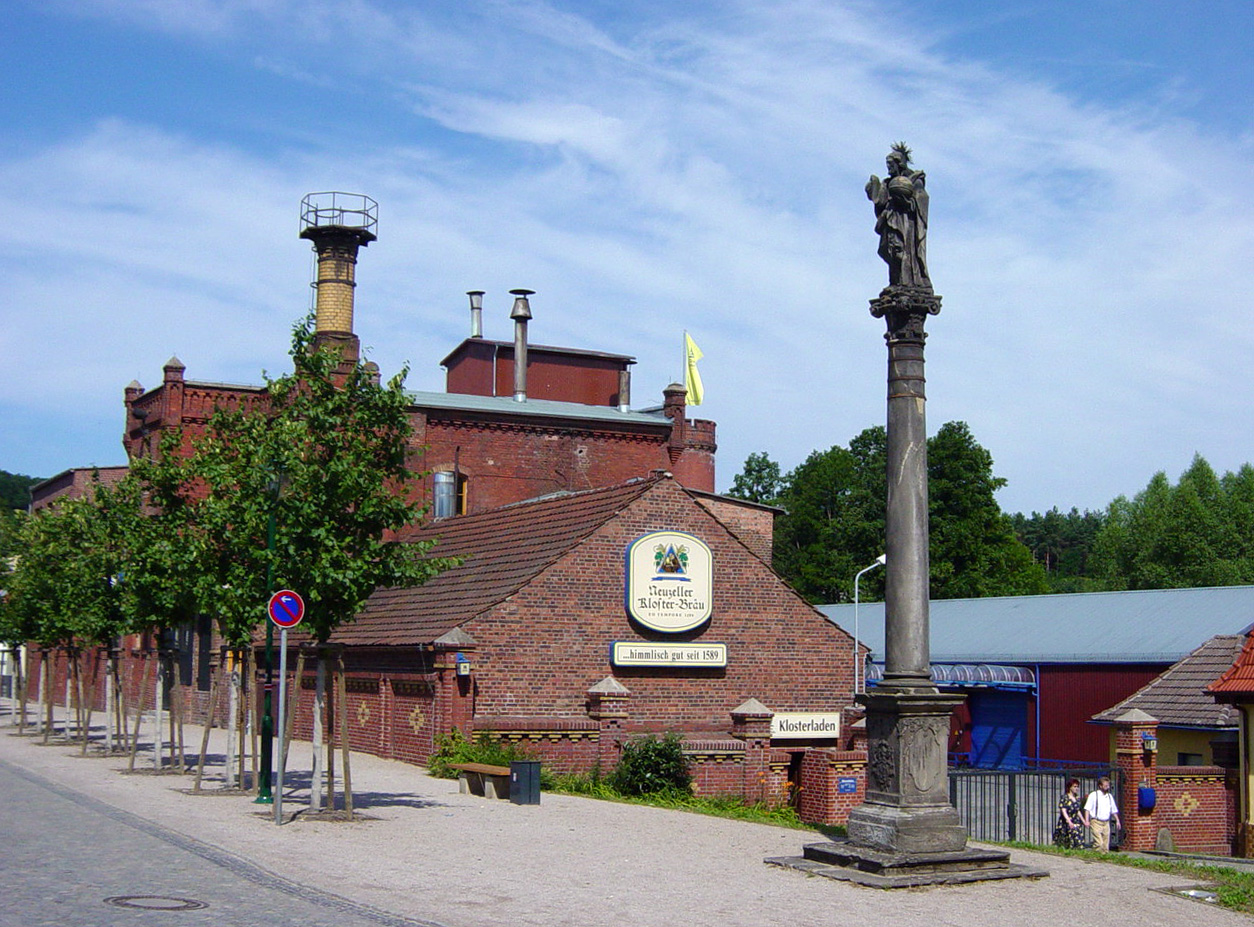
Bryggeriet

Klosterbrauerei Neuzelle är ett bryggeri i orten Neuzelle nära Eisenhüttenstadt i Brandenburg, Tyskland.  Bryggeriet grundades vid Kloster Neuzelle 1589, då klostret fick rätt att brygga öl för försäljning.
Bland bryggeriets specialiteter märks "Schwarzer Abt", ett Schwarzbier, samt porter, bocköl och körsbärsöl.  Bryggeriet blev uppmärksammat då man processade mot förbundslandet Brandenburg om rätten att använda beteckningen öl för några av sina märken.  Anledningen var att dessa på grund av tillsats av sirap inte uppfyller de tyska renhetslagarna.  En trettonårig rättsstrid avgjordes slutligen 2005 till bryggeriets förmån med rätt att använda beteckningen genom ett undantag från Bundesverwaltungsgericht.
Bryggeriet har omkring 40 anställda (2010) och en årsproduktion på omkring 40 000 hektoliter öl, varav omkring fem procent exporteras.  Bryggeriet drivs sedan privatiseringen 1992 av företaget Klosterbrauerei Neuzelle GmbH och leds av VD:n Helmut Frische.
Vid klosterbryggeriet firas årligen Bibuliustag på Kristi himmelsfärdsdag, som i Tyskland även är Fars dag.

## Produkter

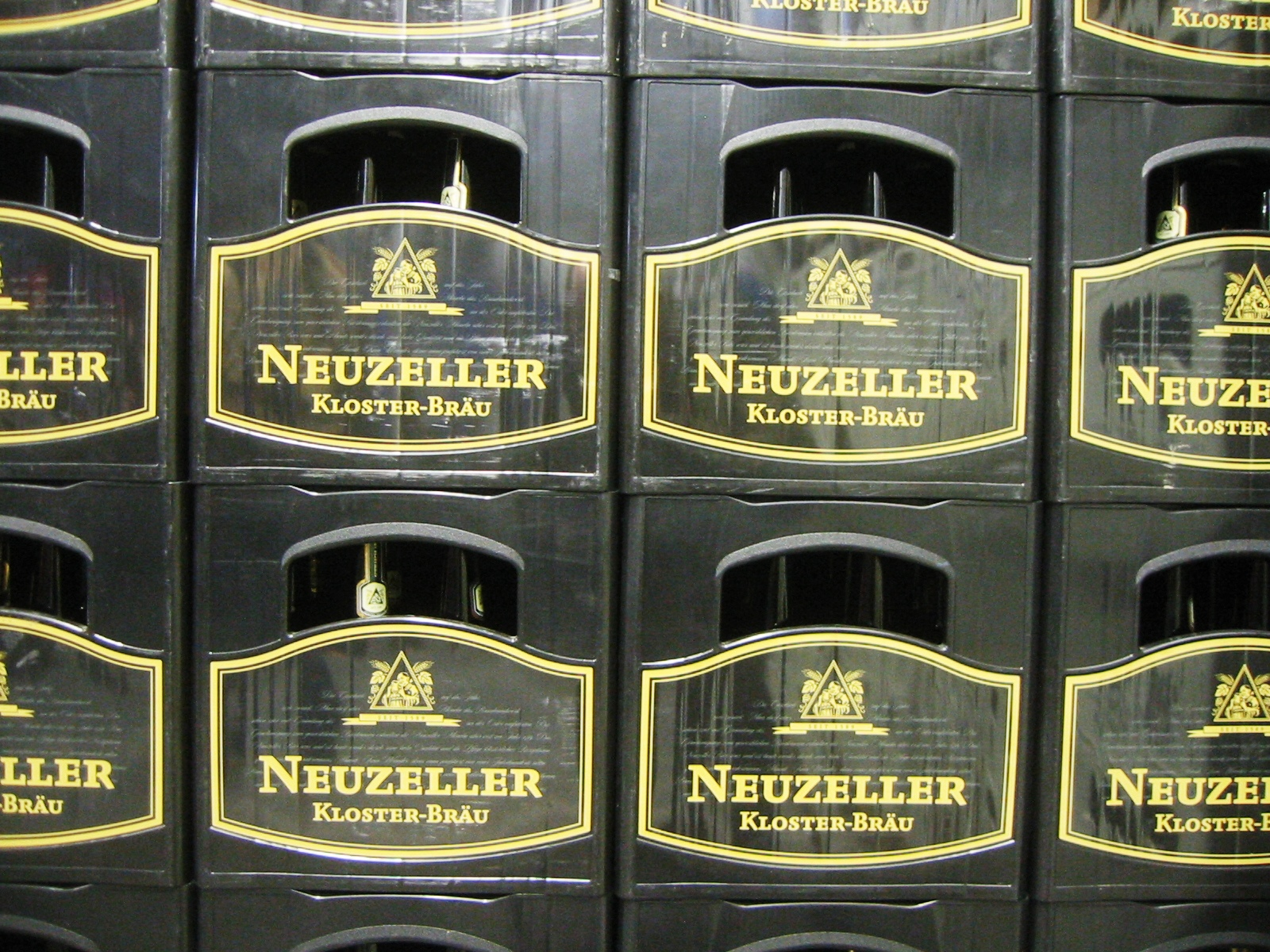
Ölbackar från Klosterbrauerei Neuzelle.

### Klosteröl
- Schwarzer Abt
- Neuzeller Pilsner
- Neuzeller Bock
- Neuzeller Porter
- Neuzeller Malz

### "Naturöl"
- Kirsch-Bier
- Apfel-Bier
- Radler Fritz
- Spargel-Bier
- Kartoffel-Bier

### "Wellnessöl"
- Anti Aging Bier
- Original Badebier
- Marathon
- Lebensfreude glutenfrei

### Alkoholfria
- Himmelspforte
- Kirsch-Bier 0,0
- Apfel-Bier 0,0
- Berlinade Himbeer-Kirsch
- Berlinade Pflaum-Mirabelle

### Specialtappningar
- Kir la Rouge 0,2l
- Apl El Verde 0,2l
- Kirsch Royal 0,75l
- Bière du Gourmet 0,75l
- Schwarzer Abt 2,0l

### Traditionella ölsorter
- Enki-Bier
- Schlaubetaler Landbier
- Seelsorger
- Winzerbier